# Samsung
Samsung Group («Самсунг Груп», кор. 삼성그룹, Samseong Gurub, Samsŏng Gurup) — южнокорейская группа компаний, один из крупнейших чеболей, основанный в 1938 году. Samsung Group владеет долей в наиболее известной компании группы — публичной компании Samsung Electronics, известной как производитель смартфонов, интегральных микросхем, телекоммуникационного оборудования, бытовой техники, аудио — и видеоустройств. Также имеется одноимённая сеть магазинов по продаже одноимённой электроники.
Главный офис компании расположен в Сеуле.
Слово «Самсунг» в корейском языке означает «три звезды». Возможна связь такого названия с тремя сыновьями основателя Samsung Ли Бён Чхоля (이병철), младший из которых Ли Гон Хи возглавил компанию в 1987 году в нарушение всех восточных традиций наследования, в согласии с которыми старший сын наследует большую часть семейной собственности. Выручка Samsung в 2019 году составила 305 миллиардов долларов, в 2020 году — более 107 миллиардов долларов, а в 2021 году — 236 миллиардов долларов.

## История компании

### Основание компании
В 1930-х годах в Корее предприниматель Ли Бён Чхоль открывает своё дело по производству рисовой муки. Небольшой склад в городе Тэгу становится началом большой истории компании Samsung. В это время Корея являлась колонией Японии, и в стране было довольно сложно заниматься частным предпринимательством. Тем не менее, уже в 1938 году Ли удаётся создать первый независимый канал для экспорта из Кореи в Китай и Маньчжурию. Активное развитие поставок пищевых продуктов, таких, как рис, сахар и сушёная рыба, дало возможность официально зарегистрировать торговую марку Samsung Trading Company. Иностранное (для Кореи) происхождение названия явилось следствием далеко идущих амбициозных планов корейского предпринимателя: уже к концу 1950-х годов Бён Чхоль собирался наладить торговлю со странами Американского континента. А после высадки войск США на Корейском полуострове продукция завода по производству рисовой водки и пива стала продаваться представителям союзных войск. Война в Корее положила конец этому бизнесу. Склады были разграблены и сожжены так же, как и основные заводы компании.

Склад в Тэгу, 1938 год

Существует легенда о том, что на развалинах сожжённого дома Бён Чхоль нашёл спрятанный ящик с деньгами, которые и вложил в своё новое дело. Это была текстильная фабрика, сахарный завод, а позднее — и страховой бизнес. Бён Чхоль быстро богател при том, что средний доход на душу населения в Корее в 1960-х годах не превышал 80 долларов. На тот момент даже в столице, Сеуле, не было постоянного электричества, электроэнергия подавалась на несколько часов в день, а централизованный водопровод отсутствовал. Скорый военный переворот сверг Ли Сын Мана, президента и близкого друга Бён Чхоля, который как богатый предприниматель входил в ближайшее окружение опального правителя. Самого Ли Бён Чхоля посадили в тюрьму за взяточничество и близкое знакомство со свергнутым президентом.

### Samsung после Корейской войны
Новый президент Южной Кореи генерал Пак Чон Хи начал промышленные и экономические реформы. Была разработана программа развития промышленного сектора экономики, повышенная ориентация на экспорт была подкреплена тесными отношениями с США, предполагалось брать иностранные займы, приобретать сырьё и современные технологии, а полученную прибыль вновь пускать на приобретение сырья и техники. Корейские реформаторы сделали вывод, что стабильная экономика должна опираться на крупные концерны, но создавать таковые необходимо было в кратчайшие сроки, поэтому самым выдающимся бизнесменам Кореи были предоставлены правительственные кредиты и займы. Они были обеспечены государственными заказами, при этом определённые правовые и налоговые послабления дали возможность малым предприятиям вырасти до обширных конгломератов. Среди удачливых предпринимателей оказался и Ли Бён Чхоль.
Таким образом были созданы 30 крупных компаний (чеболи — «денежные семьи»). Среди них, помимо Samsung, были Daewoo, Hyundai, Goldstar (LG) и др. У каждой «денежной семьи» было своё направление: Daewoo — производство автомобилей, у Goldstar — бытовая техника, у Samsung — электроника, у Hyundai — строительство и так далее.

### Реформирование компании
Экономика Южной Кореи развивалась стремительными темпами от 6 до 14 % в год. Прирост экспорта в этот период составил 30 %. Так что в 1969 году, когда компания Samsung, после объединения с Sanyo, начала производство чёрно-белых телевизоров, в самой Корее они были только у 2 % жителей.
Объединение Sanyo и Samsung положило начало одному из крупнейших секторов Samsung Group — Samsung Electronics.
Компании удалось, хоть и с большими убытками, пережить экономический кризис 1980-х годов. Цена кризиса — несколько непрофилирующих подразделений, резкое сокращение количества дочерних компаний. С приходом в правление Ли Гон Хи, младшего сына Ли Бён Чхоля, был предложен целый спектр реформ, который предполагал не только полную реструктуризацию компании, но и изменение самих основ управления: компания должна была полностью удовлетворять условиям закона о свободной торговле. Предложения по изменению политики в отношении внешних инвесторов должны были повысить привлекательность компании для субсидирования, так как конгломерат лишился финансовой поддержки со стороны государства.
До 1980-х годов акции компаний, входящих в концерн, имели обращение только на территории Южной Кореи, при этом пользовались достаточно низким спросом со стороны инвесторов. Причина — традиционно азиатское управление по принципам конфуцианства: во главе правления находились исключительно представители семьи Ли. Рычаги влияния на принятие решений в области управления компаниями у внешних инвесторов отсутствовали полностью. Помимо этого, традиционный менеджмент подразумевал пожизненное трудоустройство и продвижение по карьерной лестнице за выслугу лет.
Были введены маркетинговые изменения, полная переработка миссии компании и изменение её символа. На двух первых логотипах компании присутствовали три красные звезды. Но руководство Samsung, посчитав прежний логотип несоответствующим имиджу международной корпорации, решилось на его замену. Именно тогда увидела свет современная эмблема — динамично наклонённый синий эллипс с написанным внутри названием фирмы. Дизайн и масштабная рекламная кампания сделали своё дело: логотип стал одним из самых узнаваемых в мире. Студенты-рекламисты ведущих вузов изучают сегодня смену логотипа Samsung как пример исключительно удачного ребрендинга.
При разработке новой эмблемы не обошлось без восточной философии. По версии представителей компании, «эллиптическая форма логотипа символизирует движение в мировом пространстве, выражая идею обновления и совершенствования». Эти изменения продолжались вплоть до 1990-х годов. В 2015 году оставили только название фирмы, написанное синим цветом.

Логотип 2005—2024

Логотип 1993—2005

Логотип 1979—1993

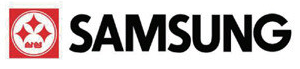
Логотип 1969—1979

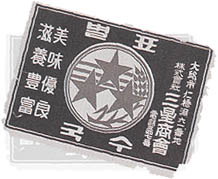
Логотип 1938—1969

В 1983 году компания выпускает свой первый компьютер SPC-1000. В 1991—1992 годах завершилась разработка первого производства персональных мобильных устройств и мобильной телефонии.
И, наконец, в 1999 году премия журнала Forbes Global в сфере производства бытовой электроники была присуждена компании Samsung Electronics.

### Samsung в 21 веке
В третьем квартале 2008 года Samsung удалось занять первое место по продажам мобильных телефонов в США, опередив основного конкурента — компанию Motorola (Strategy Analytics), на европейском рынке корпорация так же занимает первое место, сместив с него компанию Nokia.
По статистике исследовательской компании DisplaySearch (1 квартал 2007 года), Samsung Electronics занимает лидирующие позиции среди ведущих телевизионных брендов на мировом рынке, аналогично, первое место за Samsung остаётся и на рынках Западной и Восточной Европы и Североамериканского региона в отдельности:
| Бренд                              | Доля рынка, %          |
| Samsung LG Philips ZTE Sony Прочее | 11,7 10,6 7,3 6,2 57,9 |

В августе 2015 года Samsung запустила сервис Samsung Pay в Южной Корее. Данный инструмент позволяет осуществлять платежи с применением флагманских смартфонов бренда, поддерживающих передачу данных по NFC. В России сервис появился 29 сентября 2016 года.
2 августа 2016 года Samsung представила смартфон Galaxy Note 7. Однако в начале сентября 2016 года Samsung приостановила продажи телефона и объявила о неофициальном отзыве. В некоторых телефонах были батареи с дефектом, вызывавшим чрезмерное нагревание, что приводило к пожарам и взрывам. Samsung заменила отозванные телефоны, однако позже выяснилось, что в новой версии Galaxy Note7 также был дефект батареи. Samsung отозвал все смартфоны Galaxy Note 7 по всему миру 10 октября 2016 года и навсегда прекратил производство этой модели телефона на следующий день.
В 2010-е годы линейка продуктов Samsung пополнилась новыми продуктами, такими как фитнес-браслет Gear Fit 2 и беспроводные наушники Gear Icon X. 18 ноября 2016 года Samsung выпустила умные часы Gear S3.
В апреле 2018 года Samsung представила на домашнем рынке новую модель Galaxy J2 Pro — смартфон, в котором нет модулей для поддержки 2G или 3G, а также отсутствует возможность подключения к сетям Wi-Fi. Целевая аудитория «смартфона» — местные студенты, которые пытаются избежать рассеивания внимания из-за интернета.
В апреле 2021 года компания выпустила лимитированную версию беспроводных наушников Galaxy Buds Pro, созданную совместно с производителем спортивной одежды Adidas. Отличия от стандартной версии — только внешние.
5 мая 2021 года стало известно, что компания готовит к выходу на рынок обновлённую линейку холодильников Bespoke. Они будут оснащены системой искусственного интеллекта с возможностью интеграции в состав «умного» дома.
24 мая 2021 года компания расширила семейство «умных» мониторов Smart Monitor, представив 24- и 43-дюймовые модели M5 и M7. Новым флагманским монитором линейки стал Smart Monitor M7 с диагональю 43 дюйма и разрешением 4K (3840х2160 точек).
25 мая 2021 года компания представила на российском рынке семейство обновлённых телевизоров The Frame.
В июне 2021 года компания создала на основе растягивающегося OLED-дисплея медицинский датчик-наклейку для кожи человека. Новое устройство, которое сохраняет свою работоспособность даже при растяжении на 30 %, может в реальном времени измерять и отображать частоту сердечных сокращений пользователя.
В мае 2022 года компания анонсировала 200-мегапиксельную камеру ISOCELL для смартфона, технология которой позволяет увеличивать и обрезать изображение без какой-либо потери качества.
В июне 2022 года было объявлено, что на Samsung Smart TV появится приложение Xbox, позволяющее запускать игры через «облако» без наличия самой консоли, подключив контроллер по Bluetooth.
В июне 2022 года, после 30 лет выпуска, Samsung Display прекратил производство ЖК-панелей для телевизоров в связи с их убыточностью.
В августе 2022 года компания представила разработанную искусственную мышцу на основе сплава с эффектом памяти формы для использования в очках дополненной реальности и тактильных перчатках. Мышечный привод весит всего 0,22 грамма и может поднять груз в 800 раз больше собственного веса. Также он способен контролировать глубину изображения в AR-очках, что позволяет снизить зрительную усталость у пользователей.

## Этимология
По словам основателя Samsung, смысл корейского ханджского слова Samsung (三星) — «трёхзвёздочный» или «три звезды». Слово «три» представляет собой нечто «большое, многочисленное и сильное».

## Структура и финансовое состояние концерна

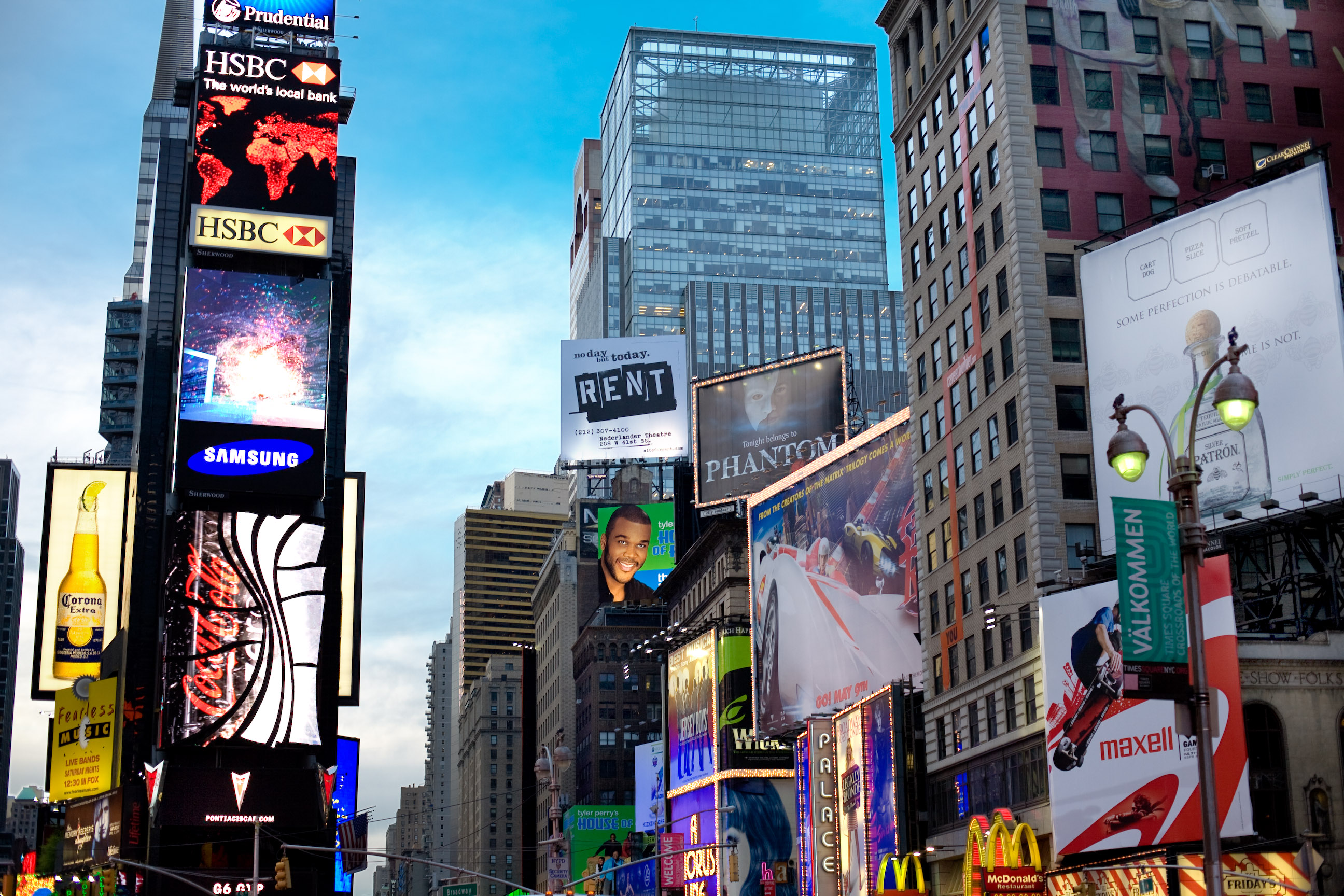
Реклама Samsung на Таймс-сквер, Нью-Йорк.

По данным маркетинговых исследований, ежегодно проводимых консалтинговой компанией Interbrand, Samsung находится на 6 месте по суммарной стоимости бренда, по состоянию на 2018 год.
| Стоимость бренда, млрд $ (2007) | Стоимость бренда, млрд $ (2006) | Расшифровка |
| 16,853                          | 16,169                          | Бренд Samsung занимает лидирующую позицию на рынке LCD-панелей и как производитель мобильных телефонов, ввиду финансовых потерь корпорации «NOKIA» в первом квартале 2012 года. |

Финансовый отчёт Samsung Group за 2006 год:
|                                                                                            | KRW (млрд)                                      | USD (млрд)                  | EUR (млрд)                  |
| Продажи (Net) Суммарные активы Суммарные пассивы Суммарный акционерный капитал Доход (Net) | 151 766,1 260 991,3 168 885,5 92 105,8 12 312,1 | 158,9 280,8 181,7 99,1 12,9 | 126,5 213,5 138,2 75,4 10,3 |

Тенденции роста продаж концерна по ежегодным отчётам компании:
| Отчётный год | 2002  | 2003  | 2004  | 2005  | 2006  |
| млрд USD     | 116,8 | 101,7 | 121,7 | 140,9 | 158,9 |

Общий вид структуры распределения прибыли концерна Samsung Group по отчёту за 2006 год:
| Область деятельности подразделения | Наименование подразделения                                                                                                 | Продажи подразделения, млрд USD | % от общих продаж         |
| Электронная промышленность         | Samsung Electronics Samsung SDI Samsung Electro-Mechanics Samsung SDS Samsung Networks                                     | 63,4 7,15 2,58 2,26 0,598       | 39,90 4,50 1,62 1,42 0,38 |
| Химическая промышленность          | Samsung Total Petrochemicals Samsung Petrochemicals Samsung Fine Chemicals Samsung BP Chemicals                            | 3,5 1,5 0,802 0,292             | 2,20 0,94 0,50 0,18       |
| Финансы и страхование              | Samsung Life Insurance Samsung Fire & Marine Insurance Samsung Card Samsung Securities Samsung Investment Trust Management | 29,1 8,76 2,36 1,31 0,08        | 18,31 5,51 1,49 0,82 0,05 |
| Тяжёлая промышленность             | Samsung Heavy Industries Samsung Techwin                                                                                   | 6,83 3,095                      | 4,03 1,95                 |
| другие виды деятельности           | Samsung Corporation Samsung Engineering Samsung Everland Samsung Cheil Industries The Shilla Hotels & Resorts              | 10,18 2,18 1,55 1,47 0,469      | 6,41 1,37 0,98 0,93 0,30  |

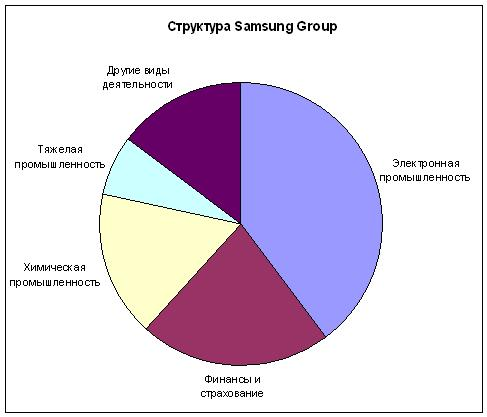
Структура Samsung Group (по распределению прибыли компании от различных областей деятельности, 2006 год)

Компании, входящие в концерн Samsung Group, занимаются электроникой и микроэлектроникой, химической промышленностью, строительством, автомобилестроением, тяжёлой промышленностью, финансами и кредитами, страхованием. Структура концерна включает полный цикл производства электроники, начиная от добычи ресурсов, их переработки и заканчивая готовыми изделиями. Большинство подразделений конгломерата выполняют подчинённые функции по отношению к компаниям, занятым непосредственно в изготовлении готовой электронной продукции, и работают исключительно на концерн или только внутри Южной Кореи. Эта особенность чётко просматривается из распределения прибыли по подразделениям, таким образом, основной доход концерна приходится на электронную промышленность.

### Электронная промышленность

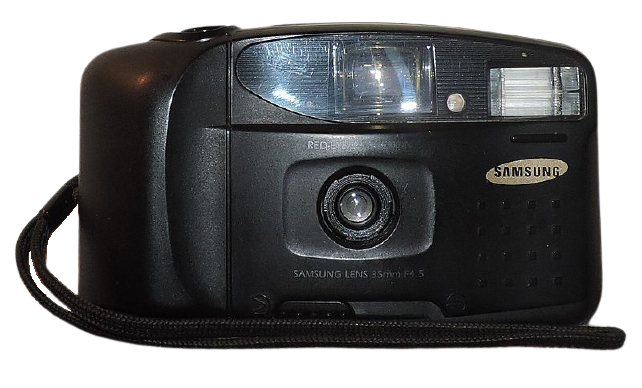
Фотоаппарат Samsung FF-222, характерный для 1990-х гг.

Более 70 % продаж концерна приходится на электронную промышленность.
Компании этого подразделения:
- Samsung Electronics
- Samsung SDI
- Samsung Electro-Mechanics
- Samsung SDS
- Samsung Networks

Подразделения электронной промышленности компании работают по всему миру, большая часть изделий идёт на экспорт.
Распределение бизнеса электронной промышленности Samsung по регионам выглядит следующим образом:
| Регионы                                                                          | Доля, %         |
| Северная и Южная Америка Европа и страны СНГ Корея Китай Япония Остальные страны | 28 37 15 7 1 12 |

Подразделения занимаются производством жёстких дисков (HDD), оперативной памяти, SRAM (в том числе и для производства чипов видеокарт и процессоров), жидкокристаллических мониторов, жидкокристаллических и плазменных телевизоров, мобильных телефонов стандартов GSM, CDMA, 3G и с поддержкой WiMAX, оборудования для IP-телефонии, ноутбуков, принтеров, МФУ, бытовой техники и т. д., развитием сетей беспроводной телекоммуникации третьего и четвёртого поколения, WiMAX.
Распределение бизнеса электронной промышленности Samsung по технологическим направлениям:
| Направления | Доля, %         |
| Телекоммуникационное подразделение Полупроводниковое подразделение Подразделение жидкокристаллических дисплеев Подразделение цифровых медиатехнологий Подразделение бытовой техники Прочее | 26 25 11 22 7 9 |

Одно из наиболее важных направлений, как уже было отмечено, — это создание ЖК-панелей (мониторов) и ТВ, об этом свидетельствует и повсеместность производств. Заводы по изготовлению мониторов Samsung Electronics расположены в Ю. Корее (Сувон) (1981), Венгрии (1990), Малайзии (1995), Великобритании (1995), Мексике (1998), Китае (1998), Бразилии (1998), Словакии (2002), Индии (2001), Вьетнаме (2001), Таиланде (2001), Испании (2001), России (2008).
Головное производство в пригороде Сеула загружено изготовлением дисплеев наивысшего качества (из всех производимых концерном), на этом предприятии введена система контроля «6 sigma». Здесь разрабатывают новые модели, тестируют, создают первую серию продукции, а после удачного внедрения распределяют нагрузку по изготовлению нового товара между заводами всего мира. Этот стандарт введён на большинстве заводов концерна, например, он является корпоративной стратегией для работы подразделения Samsung SDI.

### Химическая промышленность
Структура подразделения химической промышленности включает в себя пять предприятий:
- Samsung Total Petrochemicals (международная компания, совместное предприятие с Total Group)
- Samsung Petrochemicals
- Samsung Fine Chemicals
- Samsung BP Chemicals (международная компания, совместное предприятие с BP Chemicals)

Отрасль приносит концерну около 5 млрд $ в год. Samsung Total Petrochemicals — самая крупная компания концерна, занятая в химической промышленности, она является совместным предприятием Samsung Group и французской компанией Total Group, работающей в области энергетики и химии. Нефтехимический комплекс состоит из 15 заводов, расположенных в Дэсан (Южная Корея), которые производят бытовую химию, химию общего потребления, основные химикаты:
- полиэтилен
- полипропилен
- мономер стирола
- параксилол
- LPG, горючее

На экспорт идёт около 5 млн тонн нефтехимических продуктов в год. Производство удовлетворяет стандартам ISO в области экологичности производства.

### Тяжёлая промышленность
В области тяжёлой промышленности работает два подразделения концерна:
- Samsung Heavy Industries
- Samsung Techwin

Подразделение приносит около 10 % прибыли концерна, так как работает в основном на внутренний рынок Южной Кореи, помимо этого, часть экспорта идёт в США и Китай. Среди основных сфер деятельности этого подразделения — работа на структуры безопасности, разработка новых видов вооружения, а также строительство нефте-, газопроводов, танкеров. Среди крупных проектов — разработка многоцелевого учебного самолёта KTX2, самоходной гаубицы К9, создание самого крупного в мире танкера сжиженного газа и контейнеровоза Xin Los Angeles.

### Строительство
Строительством занимается одна компания концерна:
- Samsung Engineering

Отрасль приносит концерну около 2 млрд $ в год. Подразделение занимается строительством офисов и заводов для Samsung Group по всему миру, выполнение сторонних заказов — большая редкость. Среди сооружений, разработанных и спроектированных этой компанией — здание головного офиса Samsung Group в Сеуле, самое высокое здание в мире — Бурдж-Халифа в Объединённых Арабских Эмиратах, башни Петронас в столице Малайзии Куала-Лумпуре, Тайбэй 101 в Тайване, «Лахта-центр» в Санкт-Петербурге.

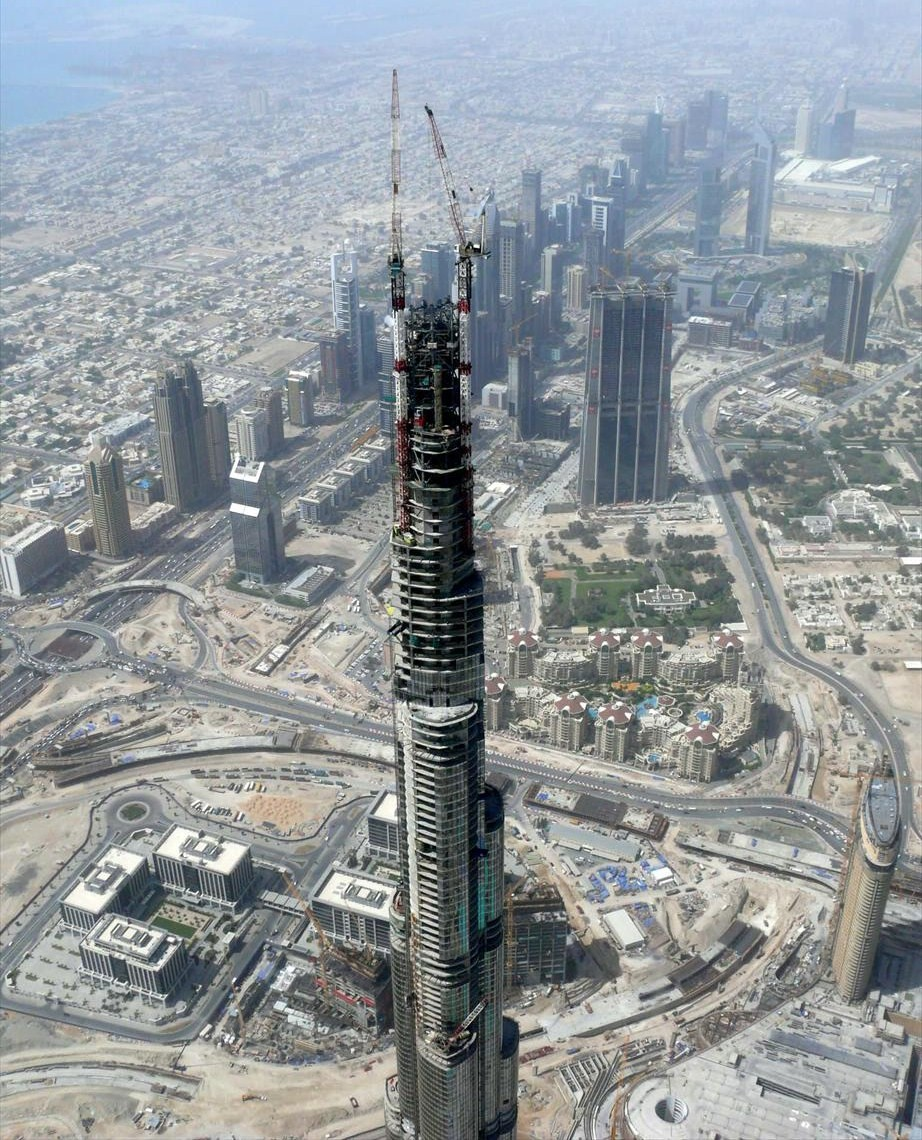
Самое высокое здание в мире Бурдж-Халифа в Объединённых Арабских Эмиратах
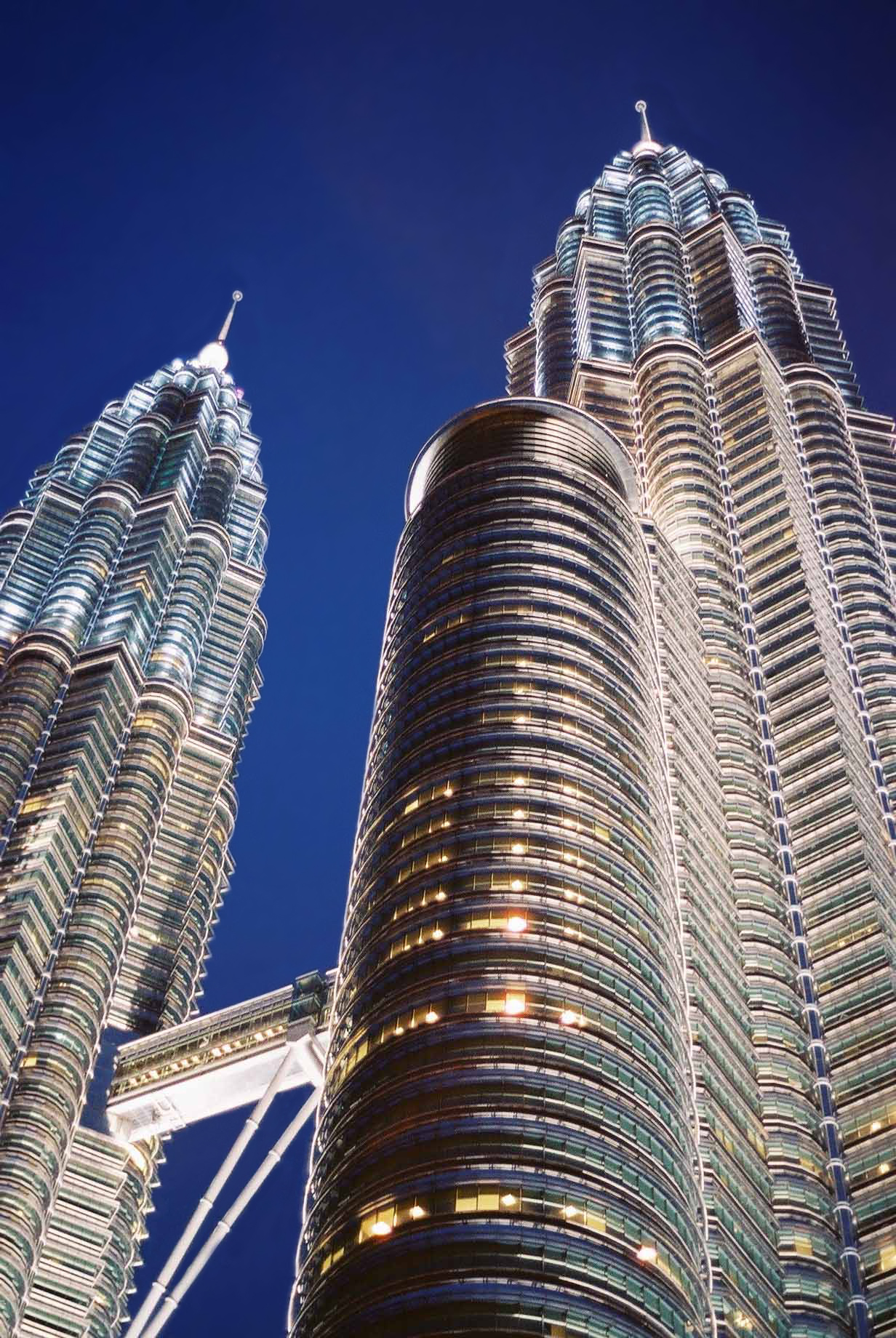
Башни-близнецы в Малайзии
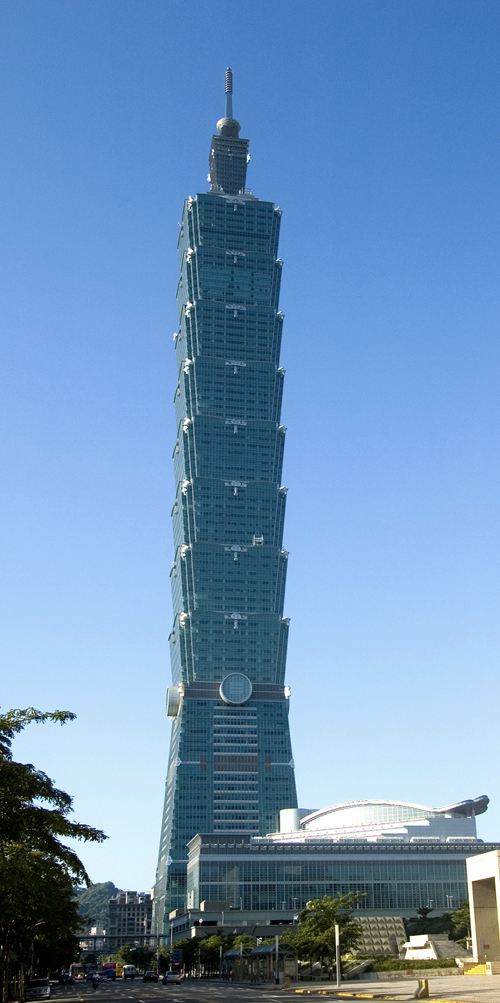
Тайбэй 101 в Тайване

### Автомобилестроение
Одно из непрофилирующих подразделений концерна — автомобилестроение, в данной области занято одно предприятие:
- Samsung Motors (Renault Samsung Motors) — 2000 год.

Модели:
- Samsung QM5
- Samsung SM3
- Samsung SM5
- Samsung SM7

До 2008 года компания обеспечивала исключительно внутренний рынок. В ближайших планах концерна — выход на рынок азиатско-тихоокеанского региона (2009). В 2007 году объём производства составил 179 272 автомобиля.

### Финансы и кредит, страхование
Финансовый сектор конгломерата включает шесть компаний:
- Samsung Life Insurance (страхование, финансовый консалтинг, кредитование)
- Samsung Fire & Marine Insurance (имущественное страхование)
- Samsung Card (кредитная организация)
- Samsung Securities (инвестиционный банк)
- Samsung Investment Trust Management (управление капиталовложениями в Корее)
- Samsung Venture Investment (инвестиционная компания)

Финансовое подразделение компании приносит около 42 млрд $ в год. При этом оно занимается, в основном, финансовым обслуживанием самого концерна и действует на территории Южной Кореи.
Samsung Life Insurance — самая крупная страховая консалтинговая компания в Южной Корее по объёму активов — обслуживает более 10 млн клиентов. Активы приведённой организации составляют KRW 100 триллионов. Samsung Life Insurance получила оценку кредитоспособности «ААА» от National Information & Credit Evaluation.
По данным журнала Fortune компания занимает 18-е место среди страховых компаний всего мира.

### Лёгкая промышленность
Samsung Cheil Industries — компания, основанная в 1954 году как текстильная мануфактура, была успешно преобразована в лидера индустрии моды на рынке Южной Кореи, а также производителя химических материалов: синтетических смол (ABS, PS) и соединений для изготовления полупроводниковых дисплеев. Эта компания занимается выпуском таких модных корейских брендов одежды, как Bean Pole, Galaxy, Rogatis и LANSMERE.

### Маркетинг и реклама
Cheil Communications (1973) — маркетинговая компания, представляющая полный спектр услуг в области связи с общественностью, PR, взаимодействия со СМИ, маркетинговых исследований, изучения конъюнктуры рынка, является безусловным лидером в области рекламы в Южной Корее. Подразделение полностью решает проблемы маркетингового обеспечения концерна Samsung Group, офисы этой компании расположены на территории 24 стран мира. По оценкам Advertising Age Cheil Communications находится на 16-м месте в списке компаний, предоставляющих услуги в области рекламы, по уровню дохода на 2006 год. Услугами Cheil Communications пользуются такие предприятия, как S-Oil, GM-Daewoo, KTF, Samyang Food, GlaxoSmithKline и Samsung Electronics.

### Индустрия развлечений и отдыха
Индустрия развлечений и отдыха представлена в конгломерате двумя компаниями:
- Samsung Everland (парк развлечений)
- The Shilla Hotels & Resorts (1979) (сеть отелей и курортов)[35]

Курорт Everland расположен в городе Йонъин в пригороде Сеула. Это крупнейший развлекательный комплекс в Южной Корее. The Shilla Hotels & Resorts — сеть пятизвёздочных отелей, работающих в стратегическом альянсе с Taj Hotels Resorts and Palaces (Индия). По оценкам различных туристических агентств, Shilla входит в десятку лучших отелей мира.

### Платёжная система
В сентябре 2015 года Samsung запустила в США собственную платёжную систему — Samsung Pay.
Она позволяет осуществлять безналичный расчёт с помощью смартфона. Для реализации такой возможности одновременно используются технологии NFC (для осуществления оплаты необходимо почти вплотную поднести смартфон к терминалу) и MST, позволяющей использовать смартфон в качестве обычной пластиковой карты с магнитной полосой. Для этого в устройстве предусмотрена инновационная индукционная технология, способная генерировать магнитное поле, аналогичное банковской карте. Терминал распознаёт поле как обычную карту и выполняет транзакцию.

## Спонсорство и благотворительная деятельность

### Спонсорская деятельность в спорте
Samsung является владельцем профессиональной футбольной команды Suwon Samsung Bluewings, бейсбольной команды Samsung Lions, баскетбольной команды Seoul Samsung Thunders, женской баскетбольной команды Samsung Bichumi, волейбольной команды Samsung Bluefangs, прогеймерской команды по StarCraft Samsung Khan. В рамках поддержки спортивного движения Samsung выступает в качестве официального спонсора Олимпийских игр, является спонсором Российской Олимпийской сборной, осуществляет поддержку Юношеской Олимпийской сборной России, а также осуществляет организацию Фестиваля бега (с 1995 года), Кубка президента России по гольфу и многих других спортивных проектов.

### Поддержка Олимпийского движения
Участие Samsung в олимпийском движении началось в 1988 году, когда компания стала Национальным спонсором Олимпийских игр в Сеуле. Начиная с зимних олимпийских игр в Нагано в 1998 году компания вступила в группу Всемирных олимпийских партнёров. Компания является официальным спонсором:
- летних Олимпийских игр в Лондоне в 2012 году;
- зимней Олимпиады-2014 в Сочи;
- летних Олимпийских игр 2016 года в Рио-де-Жанейро.
- зимних Олимпийских и Паралимпийских игр 2018 года в Пхёнчхане.

### Samsung и футбольный клуб «Челси»
Титульным спонсором футбольного клуба «Челси» Samsung Electronics является с 2005 года. Официальная церемония заключения договора состоялась между президентом европейского подразделения Samsung Ин Су Кимом и исполнительным директором футбольного клуба Питером Кеньоном на стадионе Stamford Bridge. Так, с 2005 года футбольный клуб выступает в майках синего (белого) цвета с логотипом Samsung на груди. Пятилетний контракт предполагает затраты на 50 млн фунтов стерлингов.
Решение о сотрудничестве было принято с целью укрепить положение компании в области телекоммуникационных технологий на европейском рынке.
В июле 2009 года компания и футбольный клуб пришли к новому обоюдному соглашению. Прежнее соглашение действовало до 2010 года, но было принято решение пролонгировать договор ещё на три года. По информации официального сайта клуба, сумма сделки была увеличена, но точные цифры не называются.

### Спонсорская деятельность в искусстве и литературе
- Литературная премия «Ясная поляна». Компания Samsung выступила в качества соучредителя премии «Ясная поляна», основанной в 2003 году. Обладателями премии становятся авторы, чьи произведения пробуждают в читателях идеалы нравственности и милосердия. Премия — одна из престижных литературных наград в России, призвана поддержать писателей, последователей морали и идеалов Л. Толстого, идеалов гуманистической прозы и поэзии, в которых выражаются многовековые традиции русской культуры.
- Большой театр. Сотрудничество Государственного академического Большого театра и компании Samsung Electronics началось в 1991 году. Благодаря этому союзу в стенах Большого театра появилось большое количество современной аппаратуры, стали возможны реконструкция и обновление залов и холлов театра, модернизация технической базы, улучшение декораций и костюмов для спектаклей. На финансовую поддержку компанией Samsung с 1991 по 2001 годы было выделено более 2 млн $. Samsung целиком финансирует отдельные проекты Большого театра. Например, постановка оперы Верди «Набукко» (2001), приуроченная к 100-летнему юбилею великого композитора или возрождение балета «Кармен-сюита» (230-й сезон, 2005 год). Для последнего был приглашён известный балетмейстер Альберто Алонсо.
- Эрмитаж. Сотрудничество началось в 1997 году. Samsung обеспечивает материально-техническую поддержку Государственного Эрмитажа.
- Центр современной культуры «Гараж». Samsung является техническим партнёром ЦСК «Гараж».

### Благотворительность в России
В июне 2018 года компания Samsung оказывала денежную и материально-техническую поддержку 32 детским домам и школам-интернатам в Калужской, Ленинградской, Ростовской, Самарской, Омской, Нижегородской, Свердловской областях, Краснодарском и Красноярском крае.

### Образовательная деятельность

#### IT Школа Samsung
Бесплатная годовая программа дополнительного образования для старшеклассников, охватывает более 20 городов России. Обучение бесплатное, занятия проходят два раза в неделю очно на площадках на базе образовательных учреждений или в онлайн-группах. Программа предусматривает изучение основ IT, программирования на языке Java, получение навыков разработки мобильных приложений для устройств с ОС Android. Samsung ведёт проект с 2014 года. Имеет множество наград, в том числе удостоена Премии Рунета 2016 в номинации «Наука и образование».
В 2017 году программа получила распространение в Казахстане. Samsung открывает в Алматы школу программирования Coding Lab для старшеклассников. Тренинг будет проходить для учащихся 8—11 классов общеобразовательных школ и продлится с декабря 2017 года по апрель 2018 года, далее возможно продление тренинга на лето 2018 года для желающих из числа курса. Планируется проводить тренинги в здании КазНУ им. аль-Фараби.
В 2022 году IT Школа Samsung в рамках глобального проекта Samsung Innovation Campus открыла новую площадку в UWC Dilijan College (Армения).
Также для школьников открыт набор в группы полностью с дистанционным обучением. Благодаря этому школьники, у которых нет возможности приезжать на занятия очно, могут пройти учебный курс с сертифицированным педагогом онлайн.

#### IoT Академия Samsung
Годовой курс по технологиям Интернета вещей для студентов вузов IT направлений подготовки. Программа построена на изучении индустриальных кейсов и предусматривает разработку прототипа собственного устройства. Проект стартовал в 2017 году в МФТИ и МИРЭА. С 2018 года партнёрами проекта стали ещё 8 российских вузов (ВШЭ, СПбГУ, УрФУ, ЮУрГУ, НГТУ, КФУ, ТУСУР, СВФУ). Подписано соглашение о партнёрстве с 2019 года с БФУ им. Канта и КГТУ.

## Критика

### Незаконные продажи DRAM в США
В 1987 году Комиссия по международной торговле США постановила, что Samsung Group из Южной Кореи незаконно продавала компьютерные чипы в Соединённых Штатах без лицензий от изобретателя чипа, Texas Instruments Inc.
Предписание требует, чтобы Samsung выплатила штраф компании Texas Instruments в ближайшие недели. В противном случае продажа всех микросхем динамической памяти с произвольным доступом, произведённых Samsung, и всех продуктов, использующих эти микросхемы, будет запрещена в США. Запрет распространяется на печатные платы и оборудование, называемые однорядными пакетами, изготовленные другими компаниями, которые используют DRAM производства Samsung с 64 000 или 256 000 символов памяти. Он также распространяется на компьютеры, факсимильные аппараты и определённое телекоммуникационное оборудование и принтеры с одним из чипов Samsung.

### Финансовые скандалы

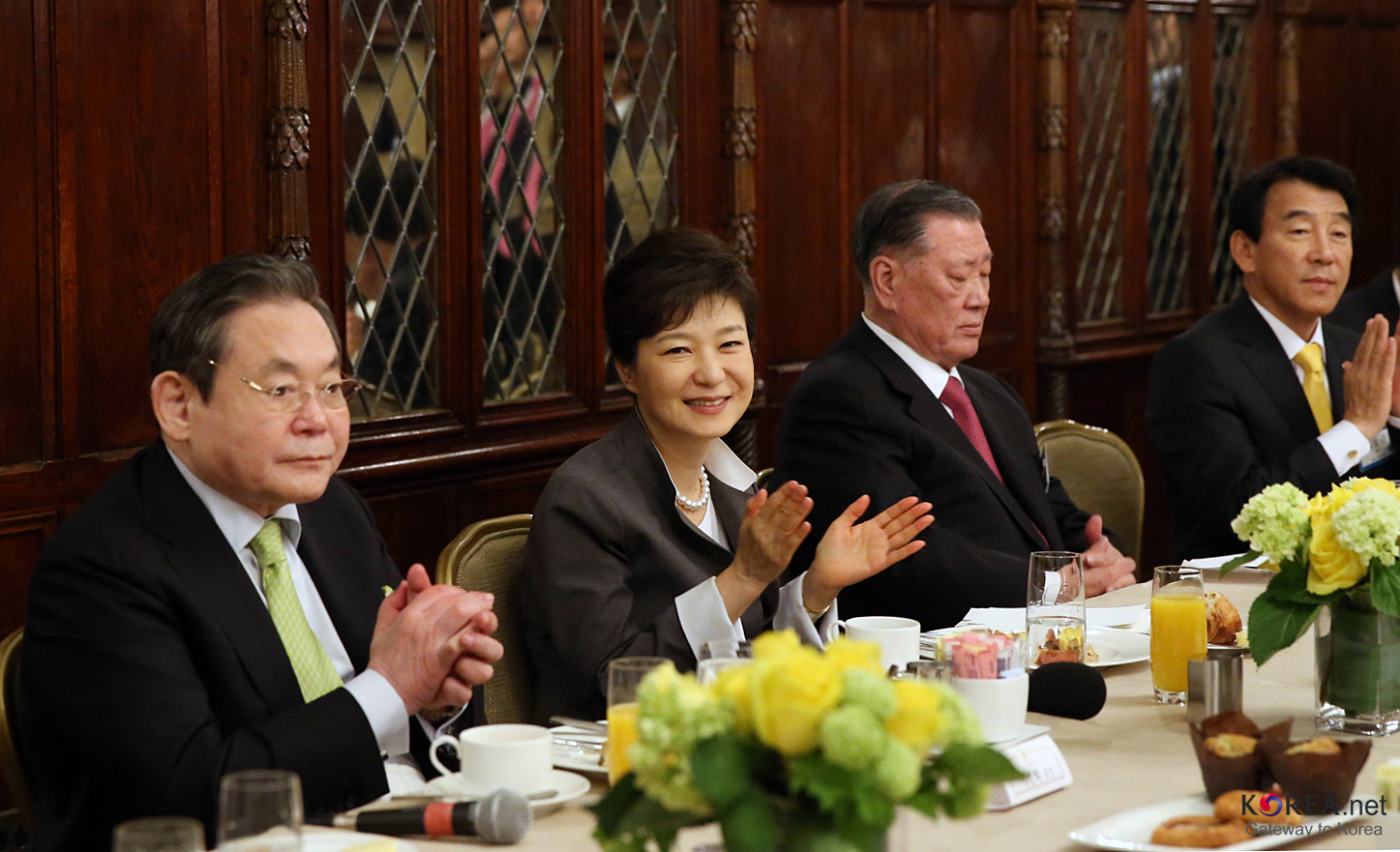
Председатель Samsung Group Ли Кун Хи (слева) с президентом Южной Кореи Пак Кын Хе, 2013 г.

В 2007 году бывший главный юрист Samsung Ким Ен Чул заявил, что он участвовал в подкупе и фабрикации доказательств по поручению председателя корпорации Ли Кун Хи и компании. Ким сказал, что юристы Samsung обучали руководителей выступать в роли козлов отпущения по «сфабрикованному сценарию», чтобы защитить Ли, даже если эти руководители не были вовлечены в дело. Ким также сообщил СМИ, что Samsung «вывела его из игры», после того как он отказался дать взятку в размере 3,3 млн $ судье Федерального окружного суда США, ведущему дело, в котором двое из руководителей компании признаны виновными, по обвинениям, связанным с установлением цен на микросхемы памяти. Ким сообщил, что компания привлекла большое количество секретных средств через банковские счета, незаконно открытые на имена до 1000 руководителей Samsung — на его собственное имя было открыто четыре счёта для управления 5 миллиардами вон.
В феврале 2017 года руководитель Samsung Group Джей Ли был арестован по подозрению в причастности к крупному коррупционному скандалу. Ли обвиняется в подкупе должностного лица, близкого к президенту Пак Кын Хе для получения правительственного заказа. Прокуратура обвиняет Ли в хищениях, выводе активов за рубеж и лжесвидетельствовании. Президентские полномочия Пак Кын Хе были приостановлены в результате голосования по процедуре импичмента, состоявшегося 9 декабря 2016 года в парламенте Южной Кореи.

### Проблемы антимонопольного законодательства
«Вы даже можете сказать, что председатель Samsung более могущественен, чем президент Южной Кореи. Корейский народ считает Samsung непобедимой и выше закона»,— сказал Ву Сук-Хун, ведущий популярного экономического онлайн-радио в статье Washington Post под заголовком «В Южной Корее, Республике Samsung», опубликованной 9 декабря 2012 года. Критики утверждали, что Samsung выбил малые предприятия, ограничив выбор корейским потребителям, а иногда сговаривался с другими гигантами, чтобы устанавливать цены, запугивая тех, кто пытался узнать правду. Ли Юнг Хи, южнокорейский кандидат в президенты, заявила в дебатах: «Правительство в руках Samsung. Samsung управляет правовым миром, прессой, учёными и бюрократией».

### Вирусный маркетинг
Комиссия по справедливой торговле Тайваня расследует Samsung и его местное тайваньское рекламное агентство на предмет ложной рекламы. Дело было возбуждено после того, как в Комиссию поступили жалобы о том, что агентство нанимало студентов для атак на конкурентов Samsung Electronics на онлайн-форумах. Компания Samsung Taiwan сделала объявление на своей странице в Facebook, в котором заявила, что не вмешивалась в какой-либо отчёт об оценке и прекратила маркетинговые кампании в Интернете, которые представляли собой размещение или ответ на контент на онлайн-форумах.

### Санкции в отношении России
В марте 2022 года, в связи с конфликтом на Украине, Samsung заявил о временной приостановке поставок товаров в Россию, но приложения и сервисное обслуживание продолжат работать в полном объёме. При этом заводы Samsung на территории России будут работать через ЕАЭС, путём параллельного импорта и «непрямых» закупок. По состоянию на ноябрь 2022 года прямые поставки в Россию остаются приостановленными и время их возобновления не известно.
27 марта 2024 года Samsung заявили, что с 3 апреля 2024 года платёжный сервис Samsung Pay перестанет работать с картами «Мир», даже с теми, которые уже были добавлены.